# Liste des seigneurs et barons d'Entrammes
 (novembre 2024).
La mise en forme du texte ne suit pas les recommandations de Wikipédia : il faut le « wikifier ».
Les points d'amélioration suivants sont les cas les plus fréquents. Le détail des points à revoir est peut-être précisé sur la page de discussion.
- Les titres sont pré-formatés par le logiciel. Ils ne sont ni en capitales, ni en gras.
- Le texte ne doit pas être écrit en capitales (les noms de famille non plus), ni en gras, ni en italique, ni en « petit »…
- Le gras n'est utilisé que pour surligner le titre de l'article dans l'introduction, une seule fois.
- L'italique est rarement utilisé : mots en langue étrangère, titres d'œuvres, noms de bateaux, etc.
- Les citations ne sont pas en italique mais en corps de texte normal. Elles sont entourées par des guillemets français : « et ».
- Les listes à puces sont à éviter, des paragraphes rédigés étant largement préférés. Les tableaux sont à réserver à la présentation de données structurées (résultats, etc.).
- Les appels de note de bas de page (petits chiffres en exposant, introduits par l'outil «  Source ») sont à placer entre la fin de phrase et le point final[comme ça].
- Les liens internes (vers d'autres articles de Wikipédia) sont à choisir avec parcimonie. Créez des liens vers des articles approfondissant le sujet. Les termes génériques sans rapport avec le sujet sont à éviter, ainsi que les répétitions de liens vers un même terme.
- Les liens externes sont à placer uniquement dans une section « Liens externes », à la fin de l'article. Ces liens sont à choisir avec parcimonie suivant les règles définies. Si un lien sert de source à l'article, son insertion dans le texte est à faire par les notes de bas de page.
- La présentation des références doit suivre les conventions bibliographiques. Il est recommandé d'utiliser les modèles {{Ouvrage}}, {{Chapitre}}, {{Article}}, {{Lien web}} et/ou {{Bibliographie}}. Le mode d'édition visuel peut mettre en forme automatiquement les références.
- Insérer une infobox (cadre d'informations à droite) n'est pas obligatoire pour parachever la mise en page.

Pour une aide détaillée, merci de consulter Aide:Wikification.
Si vous pensez que ces points ont été résolus, vous pouvez retirer ce bandeau et améliorer la mise en forme d'un autre article.
La  châtellenie, puis la baronnie d'Entrammes. La châtellenie est une des plus anciennes de la baronnie de Laval. Elle s'étendait sur Entrammes, Forcé, Parné-sur-Roc, Maisoncelles, et en partie sur cinq autres paroisses.
Henri IV l'érigea en baronnie au mois de juin 1608. Pour le fonds et pour la justice foncière, elle relevait de Château-Gontier, et de Laval pour la justice haute, moyenne et basse.
La juridiction, exercée par un bailli, un procureur et un greffier, était assez étendue. En 1783, le roi donne des lettres d'abréviation pour que l'exercice de la justice se fasse au palais de Laval. Il y avait aussi un châtelain. Le sceau des contrats changeait avec le titulaire de la châtellenie et baronnie. Il était encore aux armes de Mathefelon en 1409, 1482 ; à celles de Gilles de la Pommeraie, de … au chef emmanché de …, en 1538 ; à celles de Birague et de la Pommeraie en 1624.
Le 16 nivôse an II, le citoyen Assetier, homme d'affaires de Mme de Maillé, remit à la municipalité les titres et papiers ci-devant seigneuriaux et féodos de la ci-devant baronnie, qui furent brûlés autour du mât de la Liberté.

## Fiefs
Les fiefs d'Entrammes s'étendaient en Saint-Germain-le-Fouilloux, Saint-Jean-sur-Mayenne, Montflours, et autres paroisses, et qui dépendaient primitivement de la châtellenie d'Entrammes, à laquelle des tailles étaient dues à la mi-août par les fiefs de Fouilloux, de Maritourne (Argentré), d'Orenge, de la Marche, de la Ragottière et de Beauvais. Guy XII de Laval acheta les fiefs d'Entrammes, et non la terre et châtellenie d'Entrammes, en 1408, de Jeanne de Mathefelon, avec les châtellenies de Saint-Ouen et de Juvigné.

## Seigneurs d'Entrammes

### Famille d'Entrammes
La famille d'Entrammes est connue depuis la première moitié du XIe siècle, jusqu'à la fin du XIIe siècle. La plupart des actes où ils figurent concernent plutôt l'Anjou que le Maine.
- Guérin paraît comme témoin dans deux chartes du Prieuré Saint-Martin de Laval, 1040, 1050.
- Robert est témoin du don d'Auvers-le-Hamon à l'Abbaye de la Couture, 1050.
- Hamon, présent à un contrat de fraternité entre l'abbaye de Vendôme et le chapitre de Saint-Maurice d'Angers, 1062, remet du consentement d'Hameline, sa femme, ses droits sur Avesnières, à l'abbaye du Ronceray, v. 1075 ; figure à la donation de l'église de Bouchamp à l'abbaye de Vendôme, 1076, et, la même année, à un accord entre l'Abbaye de la Couture et l'Abbaye de Marmoutier au sujet de Saint-Malo de Sablé ; il confirme à Saint-Vincent du Mans le bordage d'Orvillette, en Parné.
- Foulques d'Entrammes, mari de Radegonde d'Orvillette, et Hugues, son fils, maintiennent aussi les religieux de Saint-Vincent dans la possession des biens légués par Bernard et Guy d'Orvillette.
- Geoffroy est cité au cartulaire de Saint-Serge en 1062, en celui de Vendôme, 1064 et 1069, pour des actes concernant Beaupréau, les Landes et Cheviré ; Hugues d'Entrammes est avec lui à la dernière date.
- Roscelin, fils d'Hugues, est témoin d'un acte passé entre Hamelin d'Anthenaise et les religieux de Saint-Vincent, 1096.
- Geoffroy d'Entrammes est témoin en 1111, à son départ pour la croisade, d'un acte de Hugues de Mathefelon en faveur de Saint-Laud.
- Ruellan donne au Ronceray la Halbrandiere en Seiche, assisté de Geoffroy d'Entrammes, 1120.
- Robert est témoin d'un don fait à Clermont par Guérin de Saint-Berthevin en 1188.

### Mathefelon

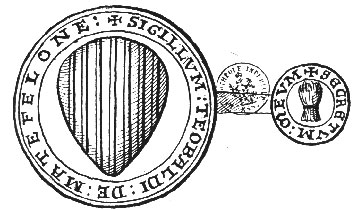
Sceau de la famille de Mathefelon

Armes de la Famille de Mathefelon : De gueules aux six écus d'or ordonnés 3, 2 et 1.

Les Mathefelon devinrent, on ne sait par quelle voie, seigneurs d'Entrammes au commencement du XIIIe siècle, quoique le titre ne leur en soit donné que dans des actes postérieurs.
- Thibault II de Mathefelon, mari d'Agnès de Craon, l'était en 1218, quand il confirma aux abbayes de Fontaine-Daniel et de Chaloché les rentes que lui avait données en mourant, en 1204, Isabelle, sa fille, sur l'héritage de sa mère en Quelaines. Il se marie deux fois : avec Agnès de Craon[4],[5], fille de Maurice II de Craon et d'Isabelle de Meulan, puis avec Luce de Quelaines[6].
- Thibault III de Mathefelon fonda, en 1233, le prieuré du Port-Raingeard.
- Foulques III de Mathefelon, qui possédait les fiefs du Pont-de-Mayenne jusqu'en 1264, devait être seigneur d'Entrammes.
- Thibault IV de Mathefelon, seigneur de Durtal, d'Entrammes et de Saint-Ouën-des-Toits, partagea son frère Herbert de Mathefelon, en 1297, des terres de Nuillé et de Loiron. Chevalier, conseiller et chambellan du roi Philippe de Valois. Il fut frère d'armes de Bertrand du Guesclin, connétable de France, et Bourdigné[7] le met en parangon avec. Thibault se distingua dans la guerre contre les Anglais. Il se joignit avec cinq cents lanciers à l'armée de Louis Ier d'Anjou, duc d'Anjou, et fit maintz baultz faictz d'armes au pays de Guienne et en Bretagne.
- Pierre de Mathefelon
- Jeanne de Mathefelon porta, en mariage, Mathefelon, Saint-Ouën et Entrammes à Guillaume L'Archevêque, sire de Parthenay, dont la fille, nommée Marie, épousa Louis Ier de Chalon-Tonnerre, comte de Tonnerre, mort en 1398. Mais Entrammes était devenu, avant 1408, l'apanage et d'Honor ou Aliénor de Mathefelon-Durtal, sœur de Jeanne de Mathefelon, femme de Jean (Ier), vicomte de Rochechouart, (auteur de la branche des Seigneurs du Bourdet et de Chandeniers), veuve en 1413, 1418.

### Famille de Rochechouart

Blason de la Maison de Rochechouart : fascé ondé d'argent et de gueules

- Geoffroi/Joufré de Rochechouart (1375-1440) sert sous le régent, 1418, 1422 ; rend aveu en 1430. Jacques de Mathefelon possédait encore une partie de la seigneurie. Compagnon d'armes de Jeanne d'Arc.
- Foucaud de Rochechouart (1411-1472), vicomte de Rochechouart, 1445. Fils du précédent et de Marguerite Chenin dame de Mauzé, fille de Renaud Chenin de Mauzé et de Jeanne d'Angle(s) (fille de Guichard IV d'Angles, dame de Montpipeau et Château-Larcher ; Jeanne se remaria avec Aymeri II de Rochechouart-Mortemart ; Marguerite Chenin était veuve de Guillaume de Rochechouart-Mortemart, fils aîné d'Aimery II et de sa première femme Jeanne d'Archiac). Chambellan du roi Charles VII.
- Anne de Rochechouart, † 1494 (ou dès 1491), fille d'Isabeau de Surgères (fille de Jacques II Maingot de Surgères de La Flocellière, et de Marie fille de Guillaume VII de Sillé ; Isabeau se remaria veuve avec Guillaume de Pontville, le père de son propre gendre Jean Ier de Pontville-vicomte Jean III de Rochechouart). Elle épouse en août 1470 Jean Ier de Pontville (vicomte Jean III), conseiller-chambellan du roi, sénéchal de Saintonge, capitaine de St-Jean d'Angély, vicomte de Brulhois par achat en 1470, † 1499, du chef de sa femme vicomte de Rochechouart, sgr. de Tonnay-Charente, d'Entrammes, de Mauzé etc., faisant ainsi passer la vicomté de Rochechouart dans la famille de Pontville.

### Famille Bourré

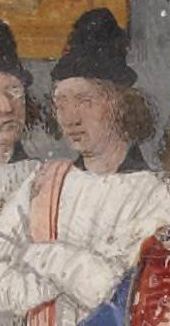
Un chevalier de l'ordre de Saint-Michel, peut-être Jean Bourré.
Détail de l'enluminure de frontispice des Statuts de l'ordre de Saint-Michel par Jean Fouquet, Paris, BnF, département des manuscrits, vers 1470.

- Jean Bourré acquiert des précédents pour 6 000 écus d'or au coin du roi le 28 juin 1482, et le 11 juillet suivant, « estant occupé continuellement à l'entour de Mgr le Dauphin », rend hommage par procureur au château de Laval. Pareil hommage fut rendu au duc d'Alençon, vicomte de Beaumont, à Blois, le 2 novembre 1483.
- Charles Bourré le Jeune (1483-1534) étudie à Paris, au collège de Navarre ; son père l'appelait affectueusement mon petit gars Charles ; il suit Louis XII et François Ier dans les campagnes d’Italie, et meurt en ayant aussi dilapidé sa fortuneIl épouse sa cousine maternelle Catherine de Chaourses (de Sourches) de Malicorne en avril 1502 (celle-ci meurt dès 1504 sans laisser d'enfant), puis il se remarie dans les six mois, en avril 1505, avec Jeanne de La Jaille, une cousine de son beau-frère François, et ils auront cinq enfants dont
  - Claude Bourré (sans alliance ? ; ou bien c'est une fille, mariée avec postérité ?)
  - Jean Bourré, chevalier de l'ordre de Saint-Michel, sans postérité
  - René Bourré (vers 1506-1583), x 1545 Françoise de La Chapelle-Rainsouin
  - Marguerite Bourré, x 1542 Jean III de La Barre, sgr. de la (Haute)-Brosse (à Cuzay), Montbrillais et Monbuez (Le Bué à Niré) en Loudunais
- Claude, Jean, René et Marguerite Bourré vendent, le 26 octobre 1534, à Gilles de la Pommeraie, maître d'hôtel du roi, 1543.

### Famille de la Pommeraie

Armes de la Pommeraie : de gueules à 3 grenades d'or

- Gilles de la Pommeraie, Mari de Jeanne Le Jeune, il acquit des seigneurs de Jarzey du nom de Bourré la châtellenie d'Entrammes[8] où il fit créer deux foires et un marché.
- Jean de la Pommeraie, 1561, 1567, mari de Rose de Rosmadec, veuve en 1573.

## Barons d'Entrammes

### Famille Birague
- François de Birague, descendant de Charles de Birague et plus anciennement d'une famille originaire du Milanais, mari de Jeanne de la Pommeraie, 1574, dont une fille, nommée Madeleine, est baptisée à Parné en 1591 ; vivait, 1608. Francisque ou François, devint seigneur d'Entrammes par son mariage avec marié à Jeanne de la Pommeraie , mariage auquel s'intéressèrent directement Henri III et Catherine de Médicis. Capitaine de cinquante hommes d'armes, gentilhomme ordinaire de la chambre sous Charles IX et Henri III, obtint une gratification de celui-ci, en considération de ses services (1574) ; Henri IV le fit baron d'Entrammes, et c'est là qu'il habitait.
- René de Birague, 1614, 1635, marié à Françoise d'Erbrée. Fils aîné du précédent et, comme lui, chevalier de l'ordre de Saint-Michel, pensionnaire du roi (1612-1622), épousa Françoise d'Erbrée, dame de l'Otagerie en Colombiers.
- Jean Jacques de Birague (30 août 1613-1658), Seigneur de Montigny et Loutagerie, connu sous le nom de marquis de Birague. Il fut tué à la Bataille des Dunes en juillet 1658. Madeleine de Beaumanoir, sa veuve, épouse, l'année suivante, Antoine de Boissonade. Lieutenant général de l'artillerie, il habitait Entrammes quand le service du roi ne l'appelait pas à l'armée. « Le 15 juillet 1658, passa par Ballée, l'abbé de Birague avec le cœur emplombé de M. de Birague, tué à la prinse de Donqherques, solennellement reçeu et processionnellement conduit jusques à la croix du grand cimetière de céans », lit-on dans les registres de Ballée. Une pierre tombale chargée d'une longue inscription et des insignes rappelant la charge de grand maître de l'artillerie, déposée alors dans la chapelle du château, a été recueillie au musée de Laval[9].
- Jacques de Birague, frère du précédent, marié : 1° en 1655, à Renée Garnier, 2° à Jeanne Pélisson, 1677. Jeanne Pelisson, veuve de Jacques de Birague, qui épouse, le 15 nov. 1684, Charles de Maillé de la Tour-Landry, était fille de Daniel Pélisson, seigneur de Montigné, et de Madeleine Le Clerc. Par testament et codicilles de 1695, 1696, 1707, elle donne à son second mari tout ce qu'autorise la coutume. Il devint baron d'Entrammes par retrait lignager opéré après la vente faite par son neveu Armand-Charles ; il demeurait précédemment à la terre de Bonne[10].

### Famille de Maillé de la Tour-Landry
Hardouin X de Maillé (1462-1524), (seigneur de Benais), épousa le 30 juillet 1494 Françoise de La Tour-Landry, héritière de sa famille, et transmit à sa descendance le nom et la terre de la Tour-Landry.
- Charles de Maillé de la Tour-Landry, 1688, 1705, mari de Jeanne Pélisson, morte au mois de mai 1704 ; remarié le 10 septembre 1708 à Marie Guitton ; mort le 4 octobre 1722. Charles de Maillé devint par testament de Jeanne Pélisson, sa femme, baron d'Entrammes, 1704.
- Charles-Louis de Maillé de la Tour-Landry, issu du second mariage, épousa, le 23 juin 1730, Marie-Françoise de Savonnières, et vivait en 1762. Marie Guitton était femme de chambre de la première femme de Charles de Maillé, qui lui confirma par testament ce qu'il lui avait donné par contrat de mariage, et la nomma tutrice de leur fils. Pour elle, elle teste devant Duchemin, notaire à Entrammes, le 10 novembre 1724, et meurt avant le 15. Elle donnait 2.000 ₶ à sa nièce Madeleine Hubert, pour son entrée en religion. La pierre tombale avec épitaphe commune de Charles-Louis de Maillé et de Marie de Savonnières, sa femme, morts à moins d'un an de distance, 1769, 1770, est conservée au château de la Maison Rouge, près Vaas. Il est le père de Jean-Baptiste-Marie de Maillé de La Tour-Landry.
- Charles-René de Maillé de la Tour-Landry, époux : 1° de Louise-Bonne-Félicité de Savary de Brives, 1755 ; 2° de Madeleine-Angélique-Charlotte de Bréham, 1769.
- Jean-Louis de Maillé de la Tour-Landry, frère du précédent, acquéreur pour 340.000 ₶, le 14 juillet 1786, mari de Jeanne-Marguerite Le Roux, née à la Martinique, domiciliée à Nantes. Louis-Julien Morin de la Beauluère a raconté dans quelles circonstances dramatiques le dernier seigneur d'Entrammes périt dans les Massacres de Septembre, au mois de septembre 1792. Jean-Louis de Maillé et Perrine-Jeanne-Marguerite Le Roux, sa femme, se firent donation mutuelle à Nantes, le 3 sept. 1776[12]. La déclaration « du décès de Jean-Louis de Maillé, maréchal de camp, arrivé le 2 septembre 1792 », fut faite à Laval par Louis Astier, ancien sous-lieutenant des grenadiers au régiment de Cambrésis, procureur général de la citoyenne Perrine-Jeanne-Marguerite, veuve du défunt, mère de Charles-Louis-François et de la citoyenne Blanche-Félicité-Charlotte.
- Le domaine d'Entrammes, estimé 200.000 francs, fut vendu en l'an IX[13] par Jean Soubeyran, de Paris, à Mathieu Dumas, de Paris, qualifié général de brigade dans la revente qu'il fait lui-même en 1808 pour 296.296 francs à Louis Courte de Vilcler, de Paris. Celui-ci, ancien président à Laval, partage la terre entre sa fille Marthe-Thérèse Courte, femme de N. Morin-Blottais, et Marthe-Angélique Moriceau, veuve de N. Courte de Vilcler, 1845[13].

### Histoire et généralités
- Château d'Entrammes

### Sources primaires
- « Liste des seigneurs et barons d'Entrammes », dans Alphonse-Victor Angot et Ferdinand Gaugain, Dictionnaire historique, topographique et biographique de la Mayenne, Laval, A. Goupil, 1900-1910 [détail des éditions] (BNF 34106789, présentation en ligne)